# Villa Park
El Estadio Villa Park es un estadio de fútbol en Aston, Birmingham, con una capacidad de 42 918 asientos. Ha sido la casa del Aston Villa F. C. de la Premier League desde abril de 1897. El terreno está a menos de una milla de las estaciones de tren de Witton y Aston y ha albergado dieciséis partidos internacionales de Inglaterra a lo largo de tres siglos, el primero en 1899 y el más reciente en 2005. Villa Park ha albergado 55 semifinales de la FA Cup , más que cualquier otro estadio, y es el décimo más grande de Inglaterra .
En 1897, el Aston Villa se trasladó al Aston Lower Grounds, un campo deportivo ubicado en un parque de atracciones victoriano , ubicado en los antiguos terrenos del Aston Hall , una casa señorial de estilo jacobino. El estadio ha pasado por varias etapas de renovación y desarrollo, dando como resultado la configuración actual de las tribunas: Holte End, Trinity Road, North y Doug Ellis.
Antes de 1914, una pista ciclista rodeaba el perímetro del campo , donde se celebraban encuentros ciclistas regulares y eventos deportivos . Además de su uso futbolístico, el estadio ha sido escenario de diversos conciertos y otros eventos deportivos, como combates de boxeo desde 1909 y partidos internacionales de rugby league y rugby union desde 1942. En 1999, la última final de la Recopa de la UEFA se celebró en Villa Park. Villa Park también albergó la final de la Community Shield en 2012, ya que el estadio de Wembley se utilizó para la final del torneo olímpico de fútbol.
El Aston Villa tiene planes para remodelar la Tribuna Norte, esto aumentaría la capacidad del Villa Park de 42 918 a más de 50 000 espectadores. Estos planes también incluyen la construcción de un espacio comercial y de entretenimiento anexo, denominado "The Warehouse". El Ayuntamiento de Birmingham aprobó los planes iniciales en diciembre de 2022. Sin embargo, los planes se pospusieron en diciembre de 2023. En abril de 2025, se anunció una revisión de los planes, que reutilizaría la estructura existente de la Tribuna Norte. Se prevé que las renovaciones finalicen para la Eurocopa 2028.

## Historia

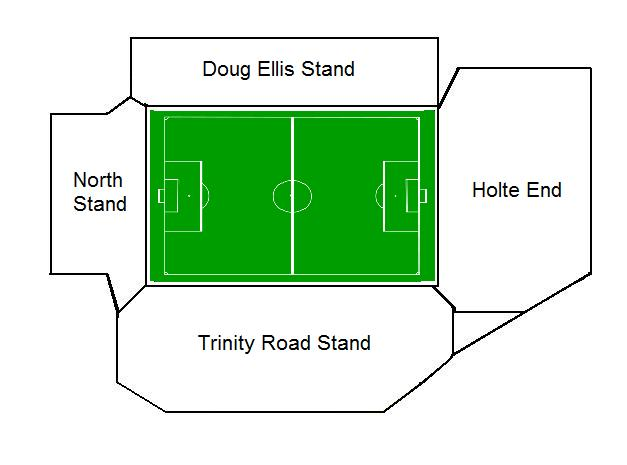
Gradas en Villa Park.

El Aston Villa se mudó de su antiguo estadio Perry Barr una semana después de convertirse en el segundo club en lograr el doblete de Liga y Copa debido a problemas como un campo irregular, malas instalaciones para los espectadores, falta de acceso y alquileres exorbitantes. Por lo que en 1894 el comité del Aston Villa, liderado por Frederick Rinder comenzó las negociaciones con los propietarios de Aston Lower Grounds que era "el mejor campo de deportes del distrito" y en sus orígenes era el huerto de Sir Thomas Holte, en cuyo honor se bautizó la tribuna de Holte End. Está situado en los antiguos terrenos de Aston Hall, una casa señorial jacobina, el Lower Grounds había visto usos variados a lo largo de los años como el famoso espectáculo del Viejo Oeste de Buffalo Bill en 1887. El Aston Villa también jugó en el recinto durante sus años de formación, en una zona adyacente conocida como Magnificent Meadow, que también se utilizaba para críquet, ciclismo y atletismo.
La tribuna principal se construiría al este en el lado de Witton Lane, con la pista y el campo completamente cerrados por peraltes. La construcción de la fase final del estadio comenzó a finales de 1896. El primer partido del equipo en el nuevo recinto fue en un partido amistoso jugado el 17 de abril de 1897 y el partido acabó con una victoria por 3-0 contra el Blackburn Rovers F. C., ante unos 14 000 espectadores. Y ya desde principios del siglo XX se sabe que se al estadio ya se le llamaba con frecuencia Villa Park. En aquella época, los vestuarios se encontraban en la tribuna principal de Witton Lane, frente a la grada cubierta de Trinity Road. El aforo era de 50 000 espectadores, incluyendo 10 000 asientos.
Tras ganar el campeonato de liga en 1899, el récord de asistencia promedio del Aston Villa, de 21 000 personas, permitió al club invertir en un programa de mejora del terreno en dos etapas. La primera etapa amplió la cubierta de la grada del lado de Trinity Road con un coste de 887 £ y la segunda, de 1 300 £, implicó la reubicación de todas las gradas alrededor de la pista para subsanar un fallo de diseño que dificultaba la visibilidad de la mayoría de los espectadores. En 1911 el Aston  Villa adquirió la propiedad del terreno por 8 250 £, los edificios de oficinas del antiguo acuario y el aparcamiento por 1 500 £, y la entrada para carruajes y la pista de bolos por 2 000 £ para competir con las mejoras en otros estadios del país, incluyendo el Goodison Park del Everton F. C., donde se acababa de completar una nueva tribuna de dos niveles.
Para 1914, existían planes para construir un enorme estadio con capacidad para 104 000 espectadores, pero el gran proyecto se vio truncado por la Primera Guerra Mundial. Aun así, la primera fase del plan maestro del presidente Fred Rinder, la reconstrucción de las gradas de ambos extremos, se completó.
Al reanudarse la paz en 1918, el proyecto más urgente era una nueva tribuna en el lado de Trinity Road. El aumento de los costes de construcción obligó a retrasarla durante algunos años, pero finalmente se decidió proceder en abril de 1922. La impresionante nueva estructura, que ahora albergaba los vestuarios, entró en funcionamiento a finales del año siguiente y recibió la visita real del duque de York, posteriormente rey Jorge VI para un partido contra el Bolton Wanderers F. C. el 26 de enero de 1924. Al finalizar su construcción, la tribuna Trinity Road fue considerada una de las más imponentes de Gran Bretaña, con vidrieras , mosaicos italianos, gabletes holandeses al estilo del Aston Hall y una imponente escalera. El Oak Room de la tribuna Trinity Road fue el primer restaurante de un campo de fútbol británico. El coste de 89.000 libras esterlinasde hizo la directiva hiciera dimitir a Frederick Rinder en 1925.
El aforo aumentó aún más cuando la enorme grada de Holte End se construyó aún más alta durante la década de 1930, y el desarrollo continuó incluso durante la Segunda Guerra Mundial, cuando la tribuna de Trinity Road se utilizó como refugio antiaéreo.
El fútbol vivió un auge en los años inmediatamente posteriores a la guerra, y la asistencia al Villa Park reflejó su inmensa popularidad. El 2 de marzo de 1946 en un partido de cuartos de final de la FA Cup tiene el récord de 76 588 espectadores contra el Derby County F. C., y en la temporada 1948/49 la asistencia promedio a la liga se disparó a un máximo histórico de 47 168 espectadores.
Pero fue a partir de la década de 1950 que los aficionados presenciaron los cambios drásticos que finalmente moldearon el Villa Park del siglo XX. El antiguo pabellón Bowling Green en Trinity Road se convirtió en un centro médico, el sótano del acuario se transformó en un gimnasio, se adquirió un campo de entrenamiento a 460 metros de Villa Park y en 1958 se instalaron focos. El primer sistema constaba de torres de 55 metros de altura en las cuatro esquinas del estadio, cada una con 48 lámparas de 1500 vatios. Los reflectores se utilizaron por primera vez en noviembre de 1958 para un partido amistoso contra el Heart of Midlothian F. C. escocés .
Cuatro años más tarde, se cubrió el Holte End y, doce meses después, se desmanteló el distintivo techo en forma de barril de la tribuna de Witton Lane para ser reemplazado por una cubierta moderna, aunque menos atractiva. En 1966, se produjo un cambio temporal al instalarse 6 000 asientos en la grada abierta de Witton End para la celebración de tres partidos de la Copa Mundial de 1966. Estos asientos se retiraron posteriormente, y 11 años después, la grada dejó de existir, siendo reemplazada por lo que se conocería como la Tribuna Norte. También afectó al túnel de jugadores, ya que tuvo que cubrirse con una jaula y el campo se ensanchó 2,7 metros. 
Las mejoras e innovaciones en el estadio comenzaron en 1969 bajo la dirección del nuevo presidente, Doug Ellis , quien se dedicó a remodelar Villa Park para la era moderna. Gran parte del estadio se encontraba en mal estado y necesitaba una modernización; la asistencia y la situación financiera del Aston Villa también habían empeorado como resultado de la pérdida de su estatus de primera división en 1967 y su primer descenso a Third Division en 1970. Doug Ellis modernizó la infraestructura, instaló un nuevo sistema de megafonía, realizó trabajos de fontanería que incluyeron la instalación de nuevos baños, repavimentó las gradas y construyó una nueva taquilla. Durante su mandato, se construyeron salones ejecutivos en lugar de las antiguas oficinas en la tribuna Trinity Road.
La remodelación de la tribuna del Witton End comenzó en el verano de 1976, un año después del regreso del Aston Villa a la First Division tras ocho años de ausencia. La tribuna no había sufrido obras importantes desde 1924, y su parte trasera seguía siendo un montículo de tierra. Las renovaciones iniciales incluyeron la nivelación del terreno y la construcción de nuevas gradas de hormigón en la grada inferior, como preparación para la construcción de la superior. La segunda fase comenzó en febrero de 1977 y se inauguró oficialmente a finales de octubre. El diseño y el equipamiento de la tribuna fueron impresionantes para la época, incluyendo novedades como el logotipo «AV» escrito en asientos de colores y una doble fila de palcos ejecutivos. 
Además de la nueva tribuna de Witton End, rebautizada como Tribuna Norte, Villa Park se sometió a nuevas renovaciones en todo el estadio. El coste de las obras fue de 1,3 millones de libras. Como resultado, y al igual que con la construcción de la Tribuna de Trinity Road cincuenta años antes, el Aston Villa volvió a verse agobiado por las deudas. Una investigación interna reveló que 700.000 libras de los 1,3 millones de libras en facturas no estaban contabilizadas. Un informe posterior de la firma de contabilidad Deloitte Haskins & Sells concluyó que las facturas se habían inflado solo un 10%, pero que se habían producido «graves infracciones de los códigos de práctica recomendados y una supervisión deficiente de las instalaciones».
Los siguientes cambios importantes surgieron por necesidad, no por elección propia. En abril de 1989, el fútbol lamentó la muerte de 96 personas (todos aficionados del Liverpool) durante la semifinal de la FA Cup entre el Liverpool F. C. y el Nottingham Forest F. C. en el estadio Hillsborough de Sheffield, y el posterior Informe Taylor dictaminó que todos los clubes de élite debían transformar sus estadios en estadios con asientos para todos antes de comenzar la temporada 1994/95.
Para el Aston Villa, la directiva marcó el fin de una era. La relativamente pequeña tribuna de Witton Lane fue sustituida por una construcción que se inauguró en la temporada 1993/94 de dos niveles y en la gala del 70.º cumpleaños del presidente Doug Ellis se anunció que la tribuna se llamaría Doug Ellis.El Holte End fue demolido tras el último partido de la temporada 1993/94, y siete meses después se estrenó una tribuna de dos pisos con asientos para todos
La grada Holte End era la única que quedaba que no cumplía con los requisitos del Informe Taylor, y un estudio estructural reveló que colocar asientos en las gradas existentes resultaría antieconómico. En su lugar, se decidió construir una nueva de dos niveles, tan solo cuatro años después de la construcción del nuevo techo. La demolición de la grada comenzó el último día de la temporada 1993/94. Su reemplazo comenzó a inaugurarse en agosto de 1994, con 3 000 asientos en la grada inferior ocupados para el primer partido con asientos exclusivos en Villa Park. Para diciembre, estaba en pleno funcionamiento y tenía una capacidad de 13 501 asientos, lo que elevó la capacidad de Villa Park a 40 310. Tras su finalización, la Holte End era la tribuna de un solo extremo más grande de Gran Bretaña.
Lo único que quedaba de la época pasada del Aston Villa era la tribuna de Trinity Road, construida en 1923 y había sido objeto de varias renovaciones y ampliaciones, que fue demolida tras el último partido de la temporada 1999/2000 para dar paso a una estructura de tres niveles con capacidad para casi 13 000 personas. La nueva tribuna era más grande que la anterior, lo que elevó el aforo de Villa Park de 39 399 a los 42 682 actuales. Fue inaugurada oficialmente en noviembre de 2001 por el príncipe Carlos, 77 años después de que su abuelo Jorge VI inaugurara la antigua tribuna.  La nueva tribuna se utilizó en su totalidad por primera vez cuando Villa Park albergó un amistoso entre Inglaterra y España el 28 de febrero de 2001.

## Detalles

### Números telefónicos
Teléfono Central: 0121-327-2299
Fax Principal: 0121-322-2107
Boletería: 0121-327-5353
Fax Boletería: 0121-328-5575

### Récords
- Récord de asistencia: 76 588 vs. Derby County F.C., 2 de marzo de 1952 (FA Cup Sexta Ronda)
- Récord de asistencia en liga: 69 492 vs. Wolverhampton Wanderers F.C., 27 de diciembre de 1949 (First Division 1949-50)
- Récord de asistencia con todo asientos en liga: 42 788 vs. Liverpool F.C., 29 de diciembre de 2009 (Premier League 2009-10)
- Récord de asistencia con todo asientos en competición europea: 42 824 vs. Celtic F.C., 29 de enero de 2025 (Liga de Campeones 2024-25)
- Promedio de asistencia más alto: 47 168 First Division 1948-49
- Promedio de asistencia más bajo: 15 237 First Division 1985-86

### Tribuna Norte
La siguiente frase se muestra en todo el ancho de la tribuna norte.
Shaw, Williams, listos para aventurarse por la izquierda. ¡Buen pase para Tony Morley! ¡Debe ser...! ¡Es... Peter Withe!
Esta cita es un extracto de la emisión televisiva de la BBC del comentarista Brian Moore y describe los segundos antes del gol decisivo para poner el 1-0 en la final de la Copa de Europa 1981/82 contra el Bayern de Múnich en el Stadion Feijenoord, Róterdam, el mayor éxito en la historia del club.

### Promedio de asistencia (FA Premier League):
| Temporada | Liga           | Capacidad | Asistencia | % Capacidad |
| --------- | -------------- | --------- | ---------- | ----------- |
| 2000–01   | Premier League | 39 399    | 31 470     | 80%         |
| 2001–02   | Premier League | 42 682    | 35 016     | 82%         |
| 2002–03   | Premier League | 42,682    | 34 975     | 82%         |
| 2003–04   | Premier League | 42 682    | 36 622     | 86%         |
| 2004–05   | Premier League | 42 682    | 37 354     | 87%         |
| 2005–06   | Premier League | 42 682    | 34 112     | 80%         |
| 2006–07   | Premier League | 42 682    | 36 214     | 85%         |
| 2007–08   | Premier League | 42 682    | 40 396     | 94%         |
| 2008–09   | Premier League | 42 682    | 39 812     | 93%         |
| 2009–10   | Premier League | 42 682    | 38 573     | 90%         |
| 2010–11   | Premier League | 42 682    | 37 194     | 87%         |
| 2011–12   | Premier League | 42 682    | 33,883     | 79%         |
| 2012–13   | Premier League | 42 682    | 35 060     | 82%         |
| 2013–14   | Premier League | 42 682    | 36 081     | 84%         |
| 2014–15   | Premier League | 42 682    | 34 133     | 80%         |
| 2015–16   | Premier League | 42 682    | 33 690     | 79%         |
| 2016–17   | Championship   | 42 682    | 32 107     | 75%         |
| 2017–18   | Championship   | 42 785    | 32 235     | 75%         |
| 2018–19   | Championship   | 42 682    | 35 379     | 83%         |
| 2019–20   | Premier League | 42 682    | 41 661     | 98%         |
| 2020–21   | Premier League | 42 682    | 0          | 0%          |
| 2021–22   | Premier League | 42 682    | 41 849     | 98%         |
| 2022–23   | Premier League | 42 657    | 41 679     | 98%         |
| 2023–24   | Premier League | 42 640    | 41 384     | 97%         |
| 2024–25   | Premier League | 42 918    |            |             |

### Hechos
- Tiene una capacidad aproximada para albergar a 42 000 aficionados, y ha albergado muchos partidos de la FA Cup incluyendo semifinales.
- Villa Park ha albergado partidos internacionales de Inglaterra a nivel sénior. El primero de ellos fue en 1899, y el último 2005.
- Villa Park albergó 3 partidos de la Copa Mundial de Fútbol de 1966 y 4 de la Eurocopa de 1996.
- La última final Europea jugada en este estadio fue por la Recopa de Europa en 1999.
- El 12 de agosto de 2012 se disputó por única vez la Community Shield, debido a la realización de los Juegos Olímpicos de Londres 2012 en el Estadio Wembley.

## Aforo
| Fecha               | Capacidad | Distribución    | Remodelación |
| ------------------- | --------- | --------------- | --- |
| 17 de abril de 1897 | 40 000    | 1/4 de asiento  | Inauguración del estadio.                                                                                                  |
| Temporada 1994-95   | 39 399    | 100% de asiento | Implantación de localidades de asiento a todo el estadio, en aplicación de la normativa UEFA, «un espectador, un asiento». |
| Temporada 2001-02   | 42 682    | 100% de asiento | La antigua tribuna Trinity Road fue demolida y reemplazada por una tribuna más grande y moderna, aumentando la capacidad.  |
| Temporada 2017-18   | 42 785    | 100% de asiento | |
| Temporada 2018-19   | 42 682    | 100% de asiento | |
| Temporada 2022-23   | 42 657    | 100% de asiento | |
| Temporada 2023-24   | 42 640    | 100% de asiento | |
| Temporada 2024-25   | 42 918    | 100% de asiento | |

## Partidos internacionales

### Partidos deInglaterra
| 8 de abril de 1899 Campeonato Internacional Británico | Inglaterra             | 2–1     | Escocia  | Birmingham, Inglaterra |  |
|                                                       | - G. O. Smith - Settle | Reporte | Hamilton | Estadio: Villa Park    |  |

| 3 de mayo de 1902 Campeonato Internacional Británico | Inglaterra      | 2 – 2  | Escocia         | Birmingham, Inglaterra |  |
|                                                      | Settle · Wilkes | Report | Templeton · Orr | Estadio: Villa Park    |  |

| 8 de abril de 1922 Campeonato Internacional Británico | Inglaterra | 0 – 1  | Escocia | Birmingham, Inglaterra |  |
|                                                       |            | Report | Wilson  | Estadio: Villa Park    |  |

| 3 de febrero de 1945 Amistoso | Inglaterra        | 3–2               | Escocia         | Birmingham, Inglaterra |  |
|                               | Brown · Mortensen | Report 1 Report 2 | Delaney · Dodds | Estadio: Villa Park    |  |

| 10 de noviembre de 1948 Campeonato Internacional Británico | Inglaterra | 1 – 0  | Gales | Birmingham, Inglaterra                                     |  |
|                                                            | Finney 39' | Report |       | Estadio: Villa Park Asistencia: 68 750 Árbitro: Jack Mowat |  |

| 14 de noviembre de 1951 Campeonato Internacional Británico | Inglaterra         | 2 – 0  | Isla de Irlanda | Birmingham, Inglaterra                                          |  |
|                                                            | Lofthouse 40', 83' | Report |                 | Estadio: Villa Park Asistencia: 58 000 Árbitro: Sandy Griffiths |  |

| 26 de noviembre de 1958 Campeonato Internacional Británico | Inglaterra         | 2 – 2  | Gales                        | Birmingham, Inglaterra                                       |  |
|                                                            | Broadbent 42', 75' | Report | Tapscott 15' · Allchurch 70' | Estadio: Villa Park Asistencia: 40 500 Árbitro: Albert Dusch |  |

| 28 de febrero de 2001 Amistoso | Inglaterra                             | 3–0     | España | Birmingham, Inglaterra                                         |  |
| 20:00 GMT (UTC) Partido 776    | - Barmby 38' - Heskey 54' - Ehiogu 70' | Reporte |        | Estadio: Villa Park Asistencia: 42 129 Árbitro: Kyros Vassaras |  |

| 7 de septiembre de 2002 Amistoso | Inglaterra  | 1–1    | Portugal       | Birmingham, Inglaterra                                             |  |
| 16:00 BST (UTC+01) Partido 796   | - Smith 40' | Report | - Costinha 79' | Estadio: Villa Park Asistencia: 40 058 Árbitro: Tom Henning Øvrebø |  |

| 9 de febrero de 2005 Amistoso | Inglaterra | 0–0     | Países Bajos | Birmingham, Inglaterra                                           |  |
| 19:45 GMT (UTC) Partido 824   |            | Reporte |              | Estadio: Villa Park Asistencia: 40 705 Árbitro: Peter Frojdfeldt |  |

### Partidos de laCopa Mundial de Fútbol de 1966
Grupo 2 
| 13 de julio de 1966 | Argentina       | 2:1 (0:0) | España    | Villa Park, Birmingham                                          |                                                                 |
|                     | Artime 65', 79' |           | Pirri 67' | Asistencia: 47.000 espectadores Árbitro(s): Dimitar Roumentchev | Asistencia: 47.000 espectadores Árbitro(s): Dimitar Roumentchev |

| 16 de julio de 1966 | Alemania Federal | 0:0 | Argentina | Villa Park, Birmingham                                         |  |
|                     |                  |     |           | Asistencia: 51.000 espectadores Árbitro(s): Konstantin Zecevic |  |

| 20 de julio de 1966 | Alemania Federal        | 2:1 (1:1) | España    | Villa Park, Birmingham                                      |                                                             |
|                     | Emmerich 38' Seeler 84' |           | Fuste 22' | Asistencia: 51.000 espectadores Árbitro(s): Armando Marques | Asistencia: 51.000 espectadores Árbitro(s): Armando Marques |

### Partidos de laEurocopa 1996
Grupo A 
| 10 de junio de 1996 | Países Bajos | 0:0     | Escocia | Villa Park, Birmingham                                   |                                                          |
| 16:30 (BST)         |              | Reporte |         | Asistencia: 35.000 espectadores Árbitro(s): Leif Sundell | Asistencia: 35.000 espectadores Árbitro(s): Leif Sundell |

| 13 de junio de 1996 | Suiza | 0:2 (0:0) | Países Bajos              | Villa Park, Birmingham                                    |                                                           |
| 19:30 (BST)         |       | Reporte   | Cruyff 66' · Bergkamp 79' | Asistencia: 37.000 espectadores Árbitro(s): Atanas Uzunov | Asistencia: 37.000 espectadores Árbitro(s): Atanas Uzunov |

| 18 de junio de 1996 | Escocia     | 1:0 (1:0) | Suiza | Villa Park, Birmingham                                    |                                                           |
| 19:30 (BST)         | McCoist 36' | Reporte   |       | Asistencia: 35.000 espectadores Árbitro(s): Vacláv Krondl | Asistencia: 35.000 espectadores Árbitro(s): Vacláv Krondl |

 Cuartos de Final 
| 23 de junio de 1996 | República Checa          | 1:0 (0:0) | Portugal | Villa Park, Birmingham                                   |                                                          |
| 18:30 (BST)         | Poborský 53' · Látal 82' | Reporte   |          | Asistencia: 37.000 espectadores Árbitro(s): Hellmut Krug | Asistencia: 37.000 espectadores Árbitro(s): Hellmut Krug |

## Finales internacionales de clubes

### Final de laSupercopa de Europa 1982
| 26 de enero de 1983 | Aston Villa FC                         | 3:0 (1:0; 0:0) (t. s.) | FC Barcelona | Villa Park, Birmingham                                    |                                                           |
| 19:30 (BST)         | Shaw 79' · Cowans 100' · McNaught 104' |                        |              | Asistencia: 31.570 espectadores Árbitro(s): Alexis Ponnet | Asistencia: 31.570 espectadores Árbitro(s): Alexis Ponnet |
| Partido de vuelta   |                                        |                        |              |                                                           |                                                           |

### Final de laRecopa de Europa 1998-99
| 19 de mayo de 1999 | SS Lazio              | 2:1 (1:1) | RCD Mallorca | Villa Park, Birmingham                                    |                                                           |
| 20:15 (BST)        | Vieri 6' · Nedvěd 80' |           | Dani 11'     | Asistencia: 33.021 espectadores Árbitro(s): Günther Benkö | Asistencia: 33.021 espectadores Árbitro(s): Günther Benkö |

## Finales nacionales de clubes

### Community Shield
| 1931                  | Arsenal | 1:0 | West Bromwich Albion | Villa Park, Birmingham |  |
| Community Shield 1931 |         |     |                      |                        |  |

| 1972                  | Manchester City | 1:0 | Aston Villa | Villa Park, Birmingham |  |
| Community Shield 1972 |                 |     |             |                        |  |

| 12 de agosto de 2012  | Chelsea                   | 2:3 (1:0) | Manchester City                   | Villa Park, Birmingham                                   |                                                          |
| 13:30 (BST)           | Torres 40' · Bertrand 80' | Reporte   | Touré 53' · Tévez 59' · Nasri 65' | Asistencia: 36.394 espectadores Árbitro(s): Kevin Friend | Asistencia: 36.394 espectadores Árbitro(s): Kevin Friend |
| Community Shield 2012 |                           |           |                                   |                                                          |                                                          |

### EFL Cup
| 1981                                   | Liverpool | 2:1 | West Ham United | Villa Park, Birmingham |  |
| EFL Cup 1980-81 (Partido de desempate) |           |     |                 |                        |  |

## Semifinales de laFA Cupen Villa Park
Hasta 2007, las semifinales de la FA Cup se jugaban en campo neutral en un estadio de alta capacidad, normalmente en estadios de equipos no participantes en las semifinales. La semifinal de 1991 entre Arsenal y Tottenham fue la primera que se jugó en Wembley. Dos años después, ambas semifinales se jugaron en Wembley, así como en las de 1994 y 2000. En 2005 ambos partidos se jugaron en el Millennium Stadium de Cardiff. Desde 2008 todas las semifinales se juegan en Wembley.
Entre 1901 y 2007, 55 de estos partidos se disputaron en el estadio del Aston Villa. Le sigue el estadio Hillsborough de Sheffield con 34 y el nuevo Nuevo Wembley con 30 semifinales. Desde 2008, además de la final, en el nuevo estadio de Wembley también se celebran las dos semifinales. 
- 1900/01 – 08 de abril de 1901: Tottenham Hotspur – West Bromwich Albion 4:0
- 1902/03 – 21 de marzo de 1903: Derby County – FC Millwall 3:0
- 1905/06 – 31 de marzo de 1906: Everton FC – FC Liverpool 2:0
- 1914/15 – 27 de marzo de 1915: Sheffield United – Bolton Wanderers 2:1
- 1929/30 – 26 de marzo de 1930: Arsenal FC – Hull City 1:0 (Replay)
- 1931/32– 12 de marzo de 1932: Arsenal FC – Manchester City 1:0
- 1934/35 – 16 de marzo de 1935: Sheffield Wednesday – Burnley FC 3:0
- 1945/46– 23 de marzo de 1946: Charlton Athletic – Bolton Wanderers 2:0
- 1947/48 – 13 de marzo de 1948: Blackpool FC – Tottenham Hotspur 3:1 t.s.
- 1952/53 – 21 de marzo de 1953: Blackpool FC – Tottenham Hotspur 2:1
- 1953/54 – 27 de marzo de 1954: West Bromwich Albion – Port Vale FC 2:1
- 1954/55 – 26 de marzo de 1955: Manchester City – Sunderland AFC 1:0
- 1955/56 – 17 de marzo de 1956: Manchester City – Tottenham Hotspur 1:0
- 1957/58 – 22 de marzo de 1958: Manchester United – Fulham FC 2:2
- 1960/61 – 18 de marzo de 1961: Tottenham Hotspur – Burnley FC 3:0
- 1961/62 – 31 de marzo de 1962: Burnley FC – Fulham FC 1:1
- 1962/63 – 27 de abril de 1963: Manchester United – Southampton FC 1:0
- 1963/64 – 14 de marzo de 1964: Preston North End – Swansea City 2:1
- 1964/65 – 27 de marzo de 1965: FC Liverpool – FC Chelsea 2:0
- 1965/66 – 23 de marzo de 1966: Sheffield Wednesday – FC Chelsea 2:0
- 1966/67– 29 de marzo de 1967: FC Chelsea – Leeds United 1:0
- 1967/68 – 27 de marzo de 1968: West Bromwich Albion – Birmingham City 2:0
- 1968/69 – 22 de marzo de 1969: Manchester City – Everton FC 1:0
- 1969/70 – 23 de marzo de 1970: Manchester United – Leeds United 0:0 t.s.

- 1970/71 – 31 de marzo de 1971: Arsenal FC – Stoke City 2:0 (Replay)
- 1971/72 – 15 de abril de 1972: Arsenal FC – Stoke City 1:1
- 1973/74 – 03 de abril de 1974: Leicester City – FC Liverpool 1:3 (Replay)
- 1974/75 – 05 de abril de 1975: West Ham United – Ipswich Town 0:0
- 1978/79 – 31 de marzo de 1979: Arsenal FC – Wolverhampton Wanderers 2:0
- 1979/80 – 12 de abril de 1980: West Ham United – Everton FC 0:0 t.s.
- 1979/80 – 16 de abril de 1980: FC Liverpool – Arsenal FC 1:1 t.s. (Replay)
- 1979/80 – 28 de abril de 1980: FC Liverpool – Arsenal FC 1:1 t.s. (Replay)
- 1980/81 – 11 de abril de 1981: Manchester City – Ipswich Town 1:0 t.s.
- 1981/82 – 03 de abril de 1982: Tottenham Hotspur – Leicester City 2:0
- 1982/83 – 16 de abril de 1983: Manchester United – Arsenal FC 2:1
- 1983/84 – 14 de abril de 1984: Watford FC – Plymouth Argyle 1:0
- 1984/85 – 13 de abril de 1985: Everton FC – Luton Town 2:1 t.s.
- 1985/86 – 05 de abril de 1986: Everton FC – Sheffield Wednesday 2:1 t.s.
- 1986/87 – 11 de abril de 1987: Tottenham Hotspur – Watford FC 4:1
- 1988/89 – 15 de abril de 1989: Everton FC – Norwich City 1:0
- 1989/90 – 08 de abril de 1990: Crystal Palace – FC Liverpool 4:3 t.s.
- 1990/91 – 14 de abril de 1991: Nottingham Forest – West Ham United 4:0
- 1991/92 – 13 de abril de 1992: Portsmouth FC – FC Liverpool 1:3 (0:0, 0:0, 0:0) Tanda de penales
- 1994/95 – 09 de abril de 1995: Manchester United – Crystal Palace 2:2 t.s.
- 1994/95 12 de abril de 1995: Crystal Palace – Manchester United 0:2 (Replay)
- 1995/96 – 31 de marzo de 1996: Manchester United – FC Chelsea 2:1
- 1997/98 – 05 de abril de 1998: Wolverhampton Wanderers – Arsenal FC 0:1
- 1998/99 – 11 de abril de 1999: Manchester United – Arsenal FC 0:0 t.s.
- 1998/99 – 14. Apr. 1999: Arsenal FC – Manchester United 1:2 t.s. (Replay)
- 2000/01 – 08 de abril de 2001: Wycombe Wanderers – FC Liverpool 1:2
- 2001/02 – 14 de abril de 2002: Fulham FC – FC Chelsea 0:1
- 2002/03 – 13 de abril de 2003: Watford FC – Southampton FC 1:2
- 2003/04 – 03 de abril de 2004: Arsenal FC – Manchester United 0:1
- 2005/06 – 23 de abril de 2006: Middlesbrough FC – West Ham United 0:1
- 2006/07 – 14 de abril de 2007: Watford FC – Manchester United 1:4

## Críquet
Villa Park ha albergado dos partidos de cricket de primera clase. El primero fue el último partido de primera clase del United North of England Eleven contra el London United Eleven en junio de 1879. El segundo fue un partido de gira jugado entre los australianos y un equipo de England XI en mayo de 1884. El terreno también albergó un partido del Campeonato de Condados Menores de 1897 entre Staffordshire y Northamptonshire y fue el estadio local del Aston Unity en la Birmingham and District Premier League de 1889 a 1954.

## Boxeo
El 28 de junio de 1948, Dick Turpin , hermano de Randolph Turpin , se convirtió en el primer boxeador no blanco en ganar un título británico en un combate contra Vince Hawkins ante 40 000 espectadores, después de que la Junta de Control de Boxeo Británica levantara la prohibición de que los no blancos aspiraran a títulos. El 21 de junio de 1972, Danny McAlinden derrotó a Jack Bodell en un combate por el título británico y del Imperio de peso pesado.

## Rugby

### Copa Mundial de Rugby de 2015
| 26 de septiembre de 2015 | Sudáfrica | BO 46 - 6 (17-6) | Samoa                    | Villa Park, Birmingham,                                  |                                                          |
| 12:45                    | Tries: Pietersen 15', 47'c, 78' Burger 58' Brits 71' Habana 80'c Conversiones: Pollard (1/4) Lambie 80' Penales: Pollard 2', 19', 24', 39' | Reporte          | Penales: Stanley 9', 12' | Asistencia: 39.526 espectadores Árbitro(s): Wayne Barnes | Asistencia: 39.526 espectadores Árbitro(s): Wayne Barnes |

| 27 de septiembre de 2015 | Australia | BO 65 - 3 (31-3) | Uruguay                     | Villa Park, Birmingham,                                    |                                                            |
| 8:00                     | Tries: McMahon (2) 7'm, 69'm Tomane 9'c Mumm 26'm Speight 31'c McCalman (2) 36'c, 61'c Mitchell (2) 47'm, 52'm Toomua 71'm Kuridrani 80'c Conversiones: Cooper (5/11) 10', 32', 36', 62', 80' | Reporte          | Penales: Berchesi (1/1) 24' | Asistencia: 39.605 espectadores Árbitro(s): Pascal Gaüzère | Asistencia: 39.605 espectadores Árbitro(s): Pascal Gaüzère |

## Conciertos
En 1983 se realizó el primer concierto de Duran Duran, seguido luego por Belinda Carlisle, Bruce Springsteen y Rod Stewart. Más recientemente, Bon Jovi realizó un mediático concierto de su tour en el año 2013.
El 5 de julio de 2025 se celebró el último concierto de Black Sabbath y Ozzy Osbourne.

## Galería de fotos

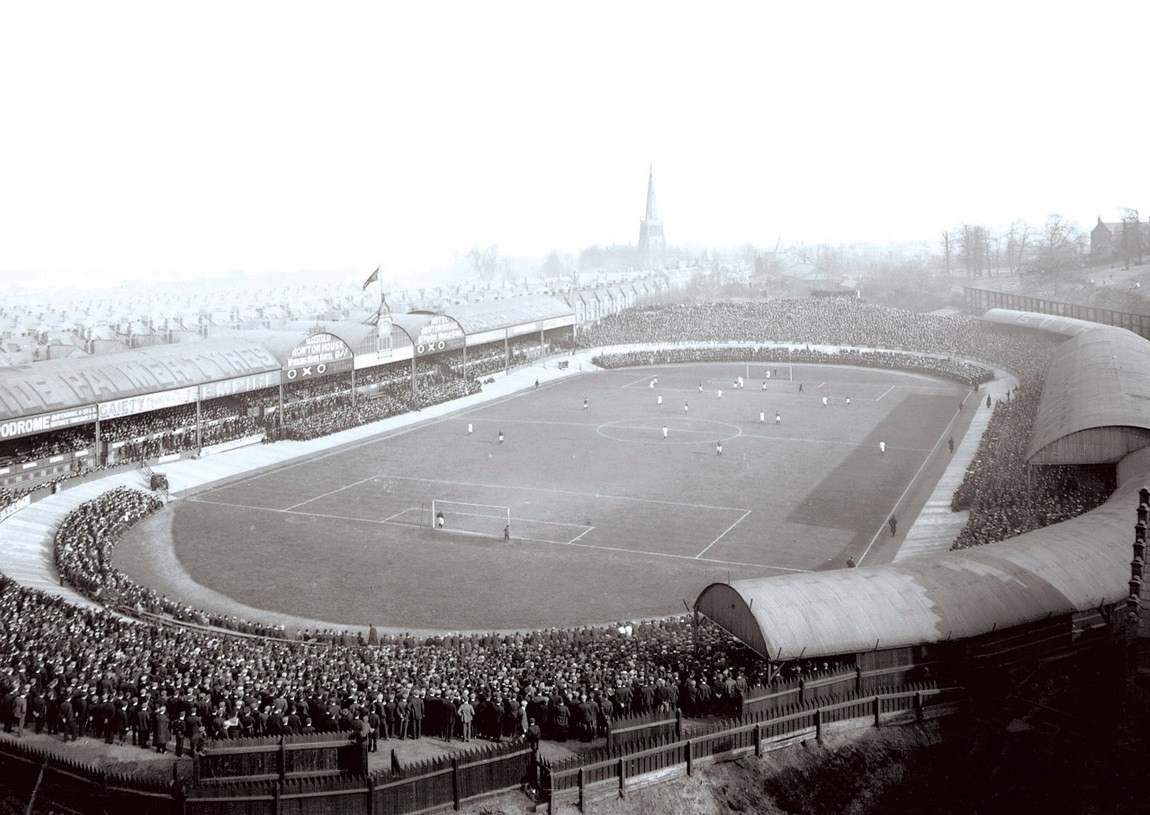
Villa Park durante un partido contra el Liverpool F. C. en 1907. El terreno aún no está urbanizado y aún se puede ver la pista para bicicletas.
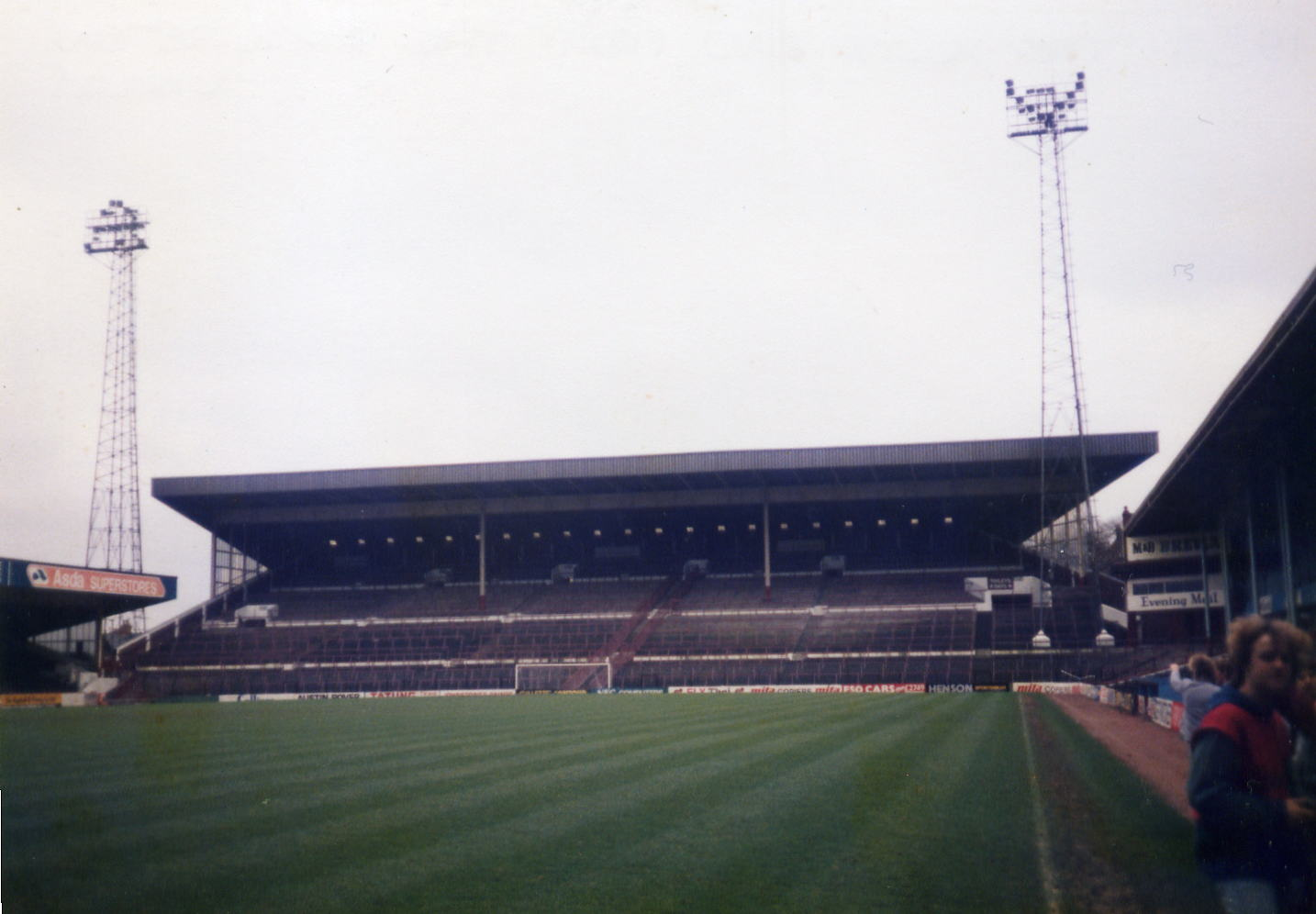
Villa Park en 1983.
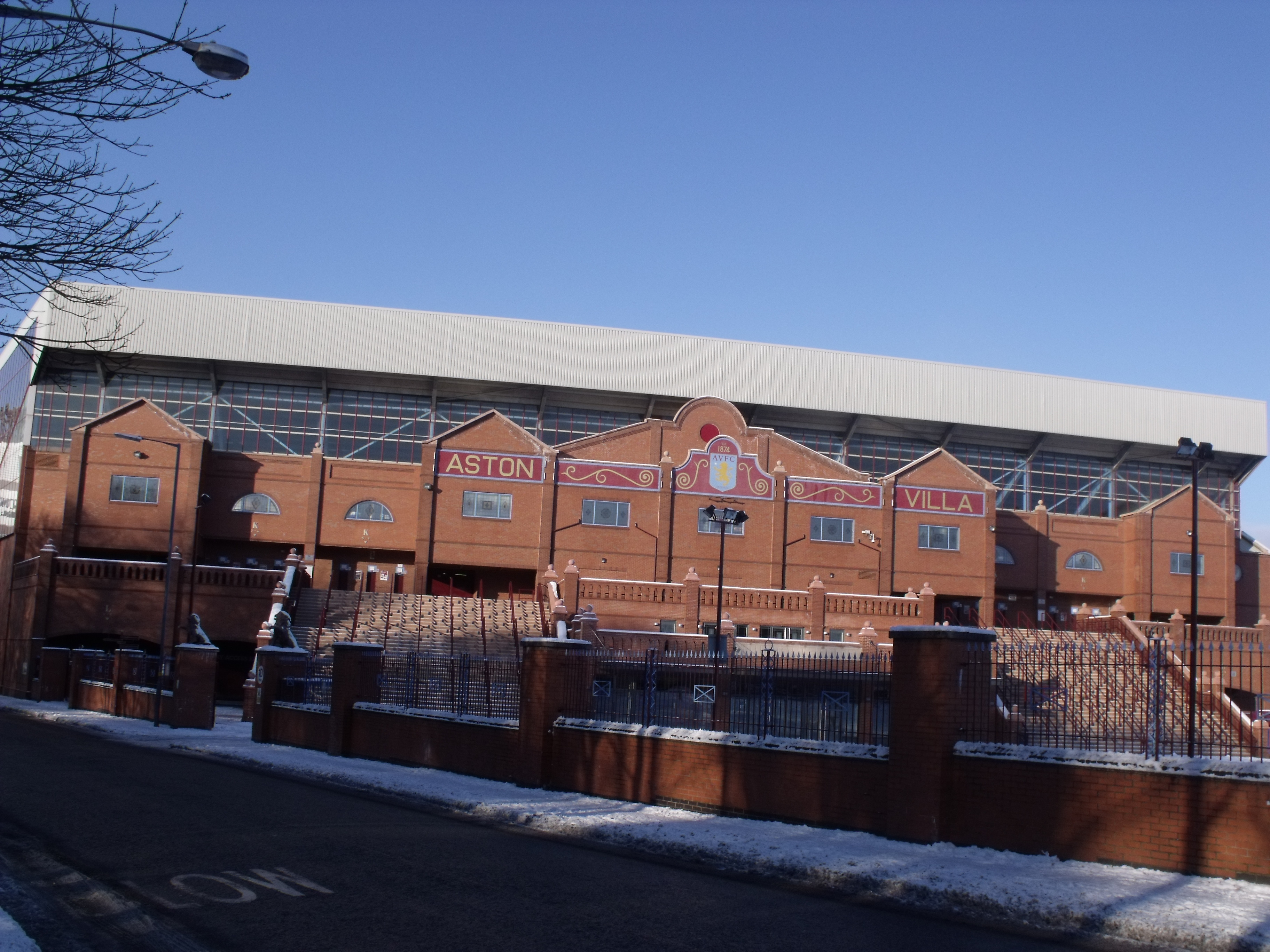
La fachada de ladrillo de Holte End, reconstruida en 1994 al estilo de la tribuna adyacente de Trinity Road, construida en 1922.
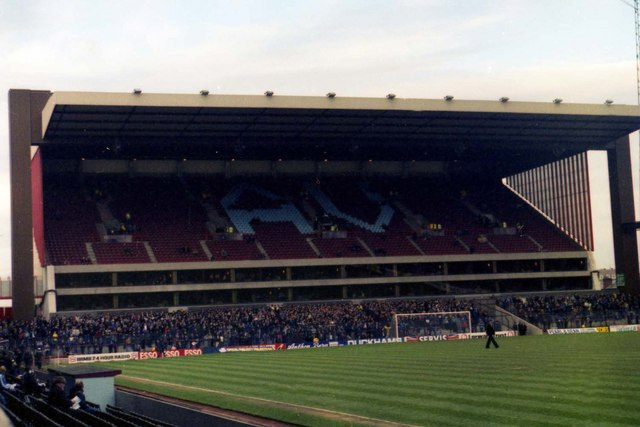
Tribuna conocida como Witton Lane hasta 1993 y a partir de ahí conocida como Doug Ellis en Villa Park.
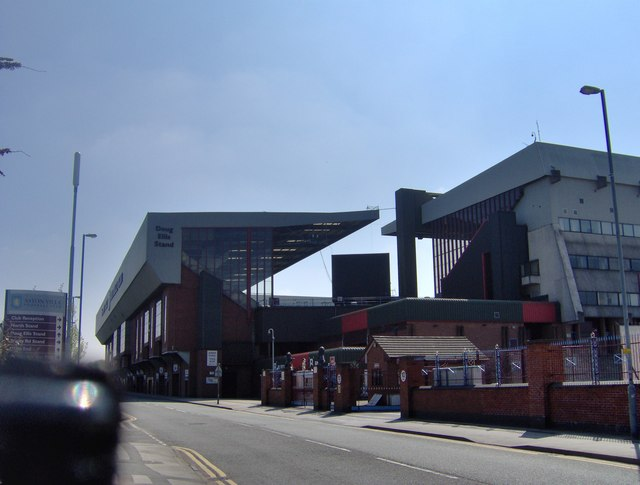
La tribuna Witton Lane (ahora llamada tribuna Doug Ellis) junto a la tribuna norte.
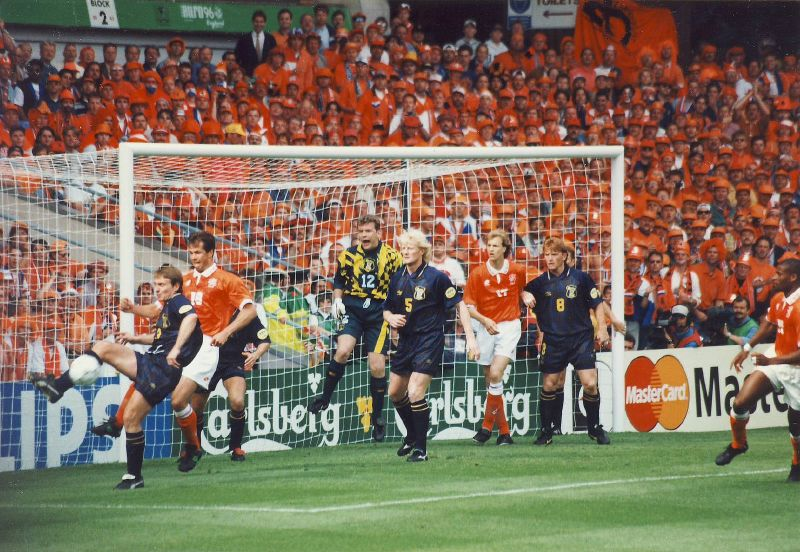
Partido del grupo A de la Eurocopa 1996 entre Países Bajos y Escocia el 10 de junio de 1996.
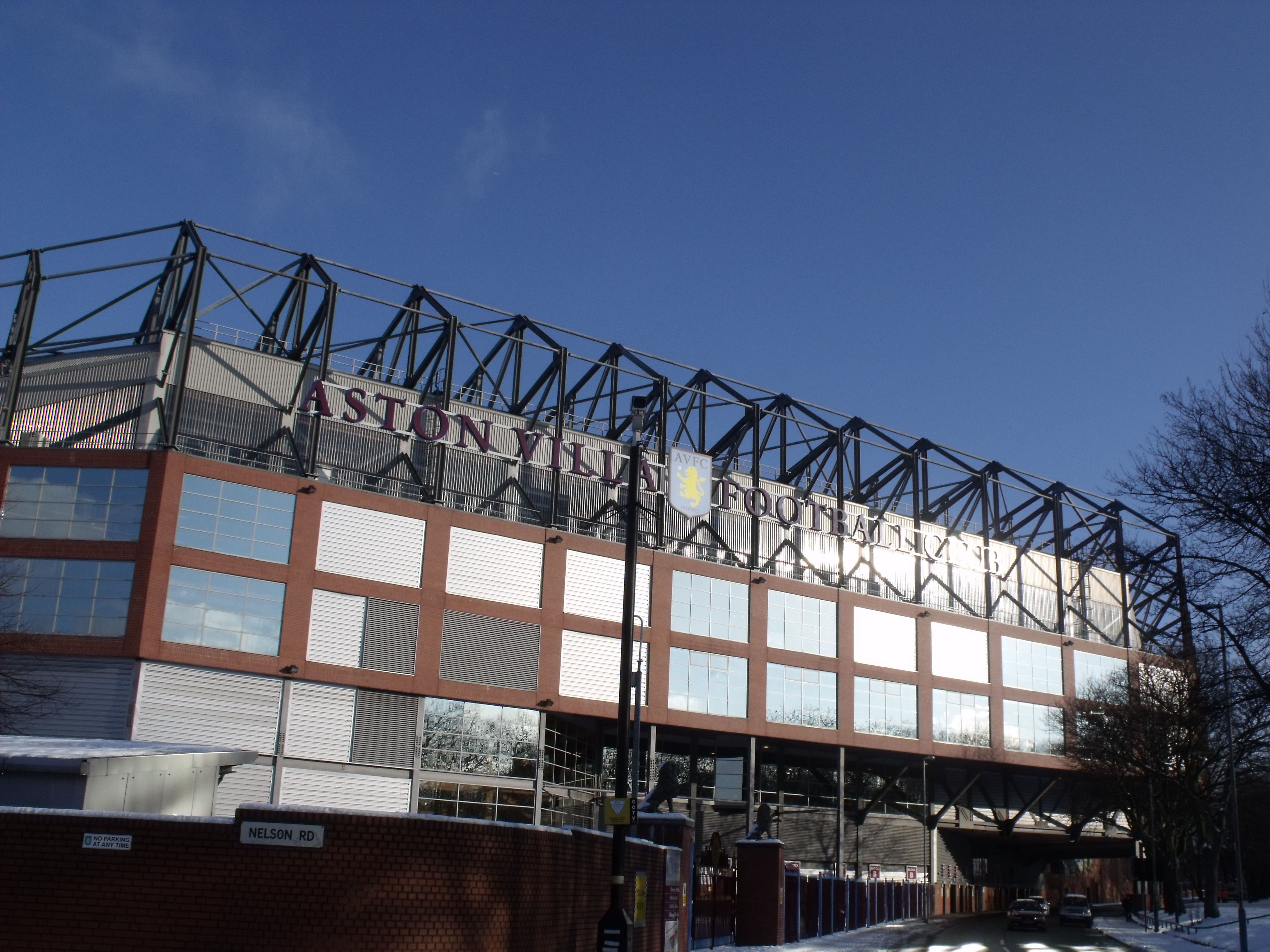
La fachada de la nueva tribuna Trinity Road, en 2001.
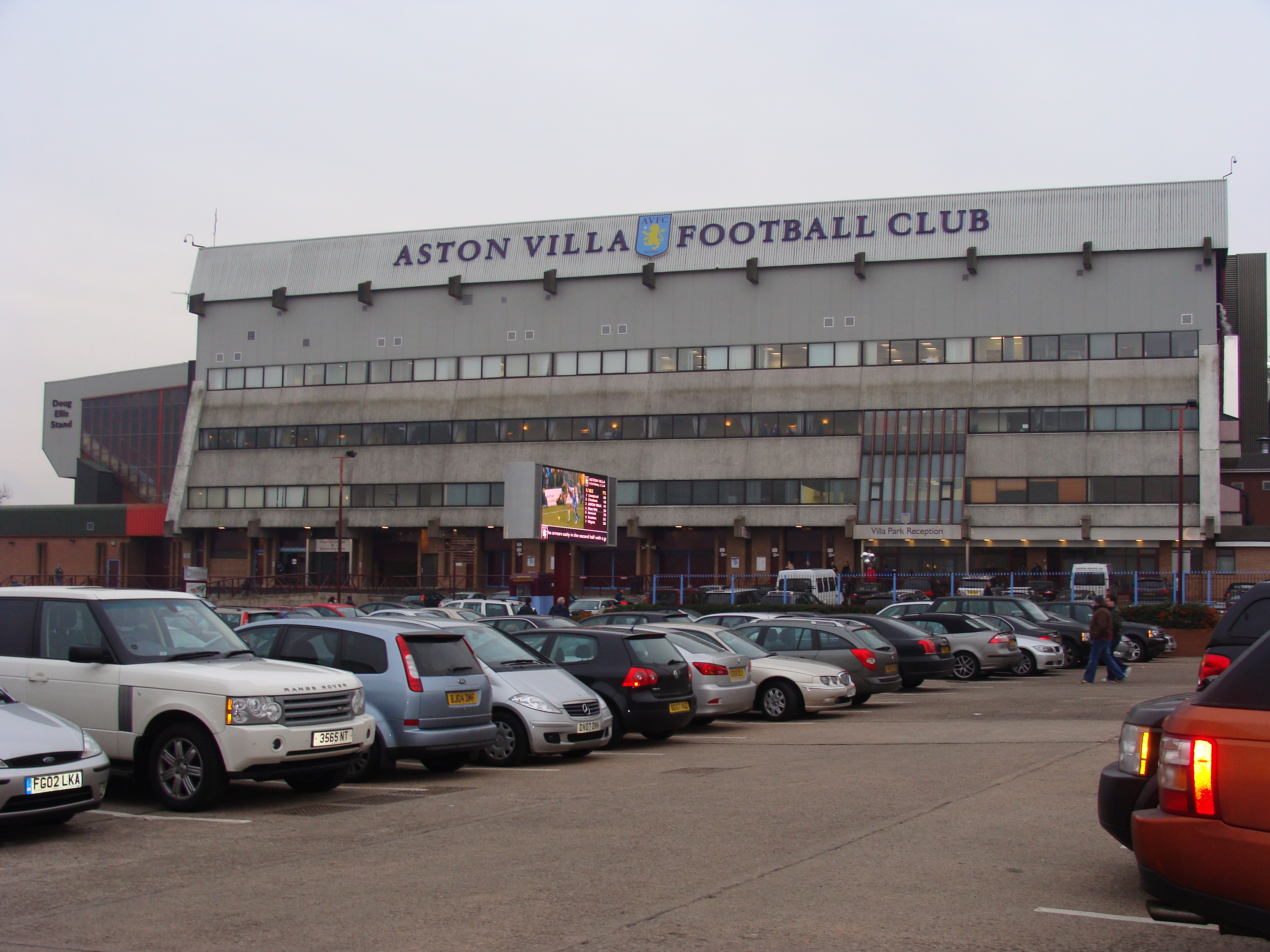
La fachada de hormigón de la tribuna norte en 2009, la más antigua de Villa Park.
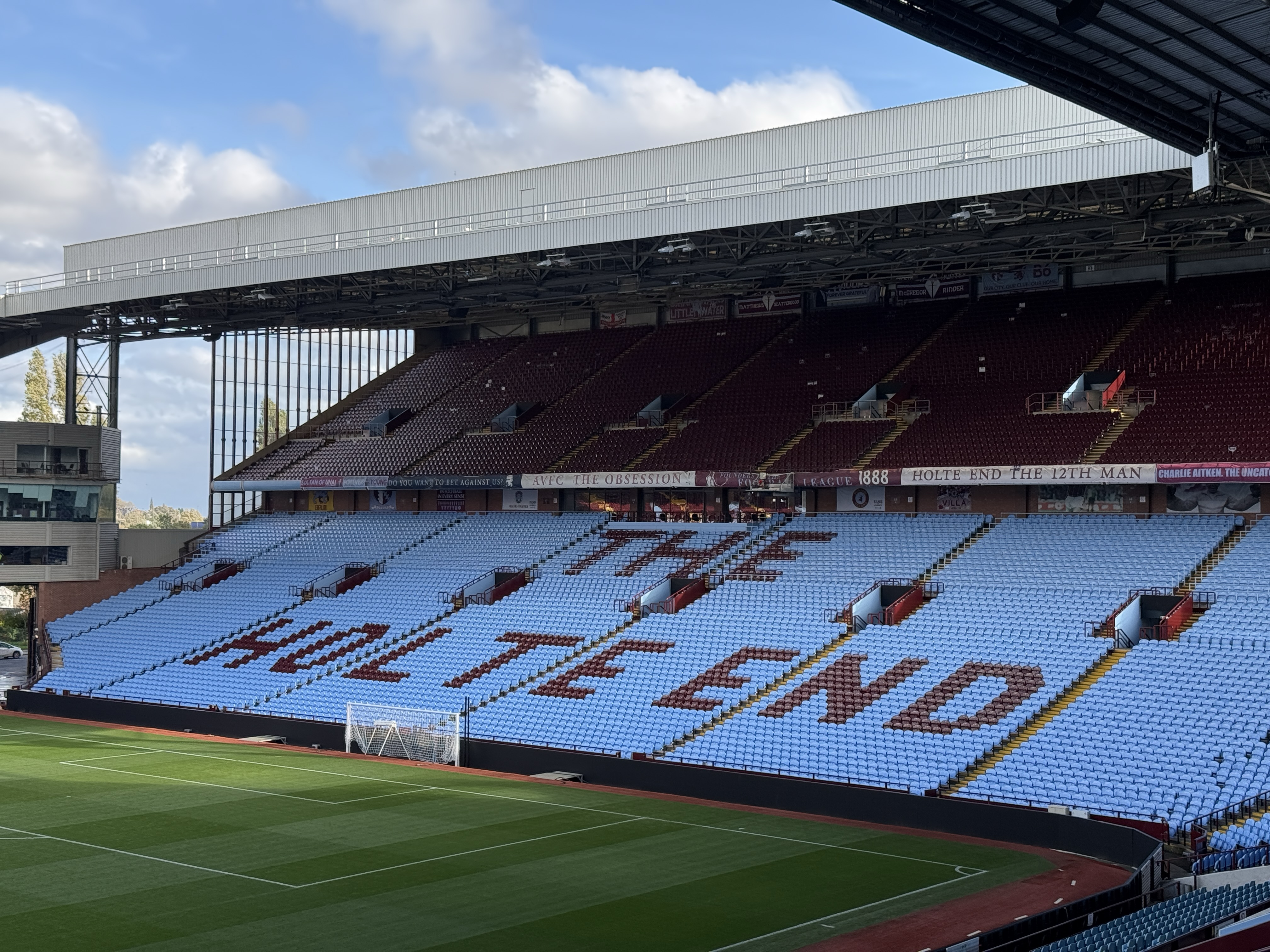
La tribuna de dos niveles, Holte End.
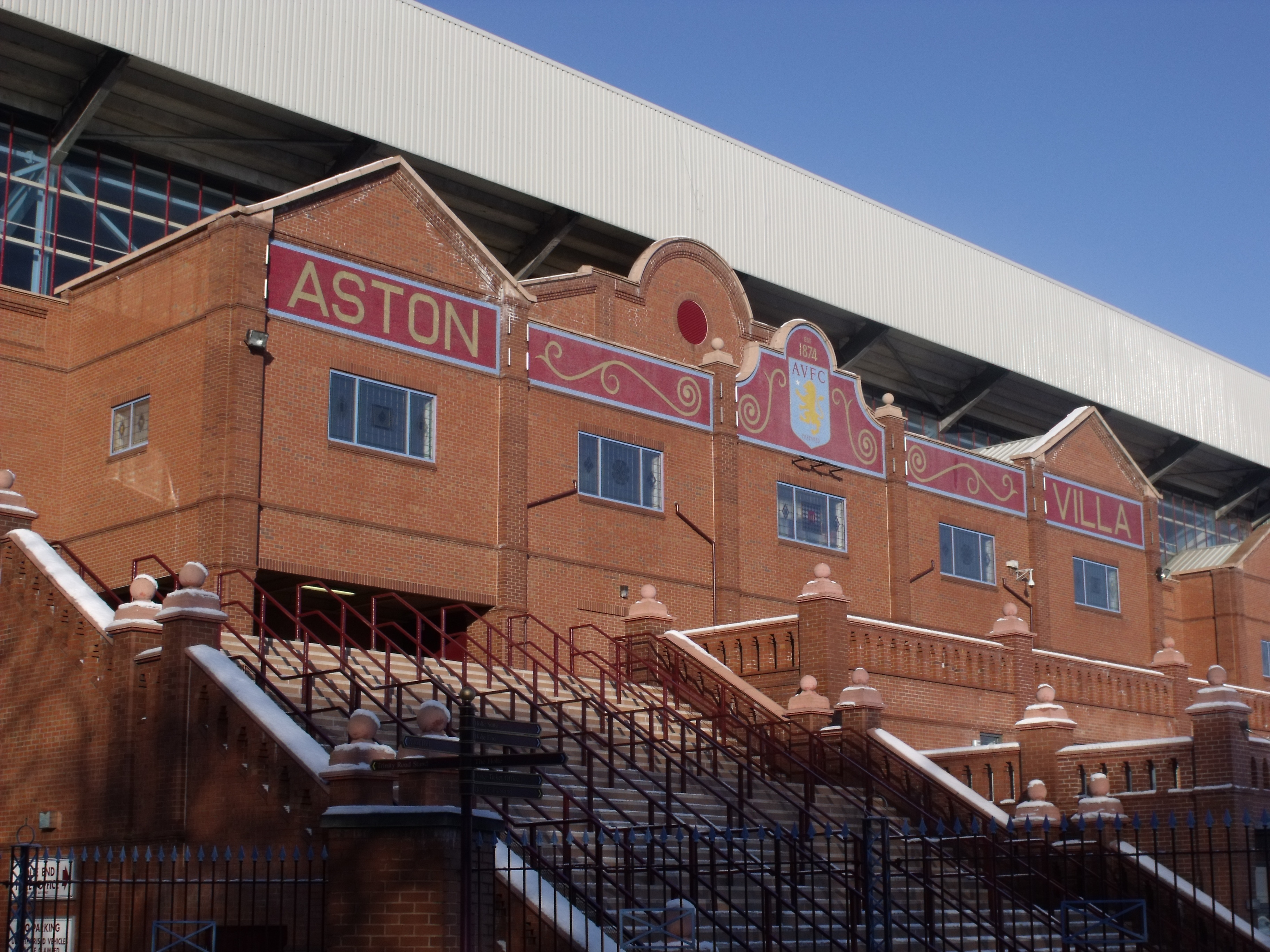
La fachada de Holte End en 2010.
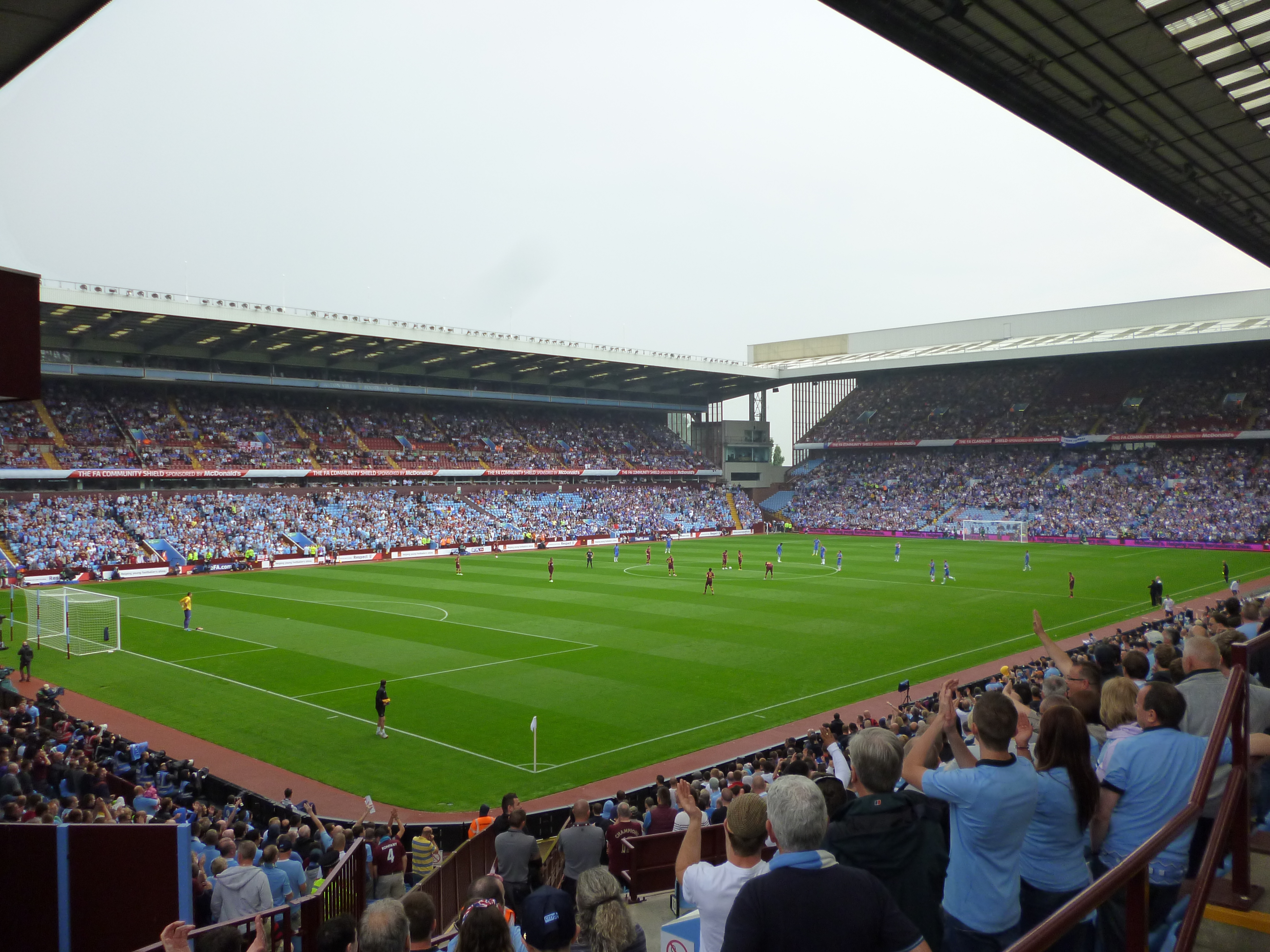
Final de la XC Community Shield en 2012 entre Chelsea F. C. (Azul) y Manchester City F. C. (Granate).
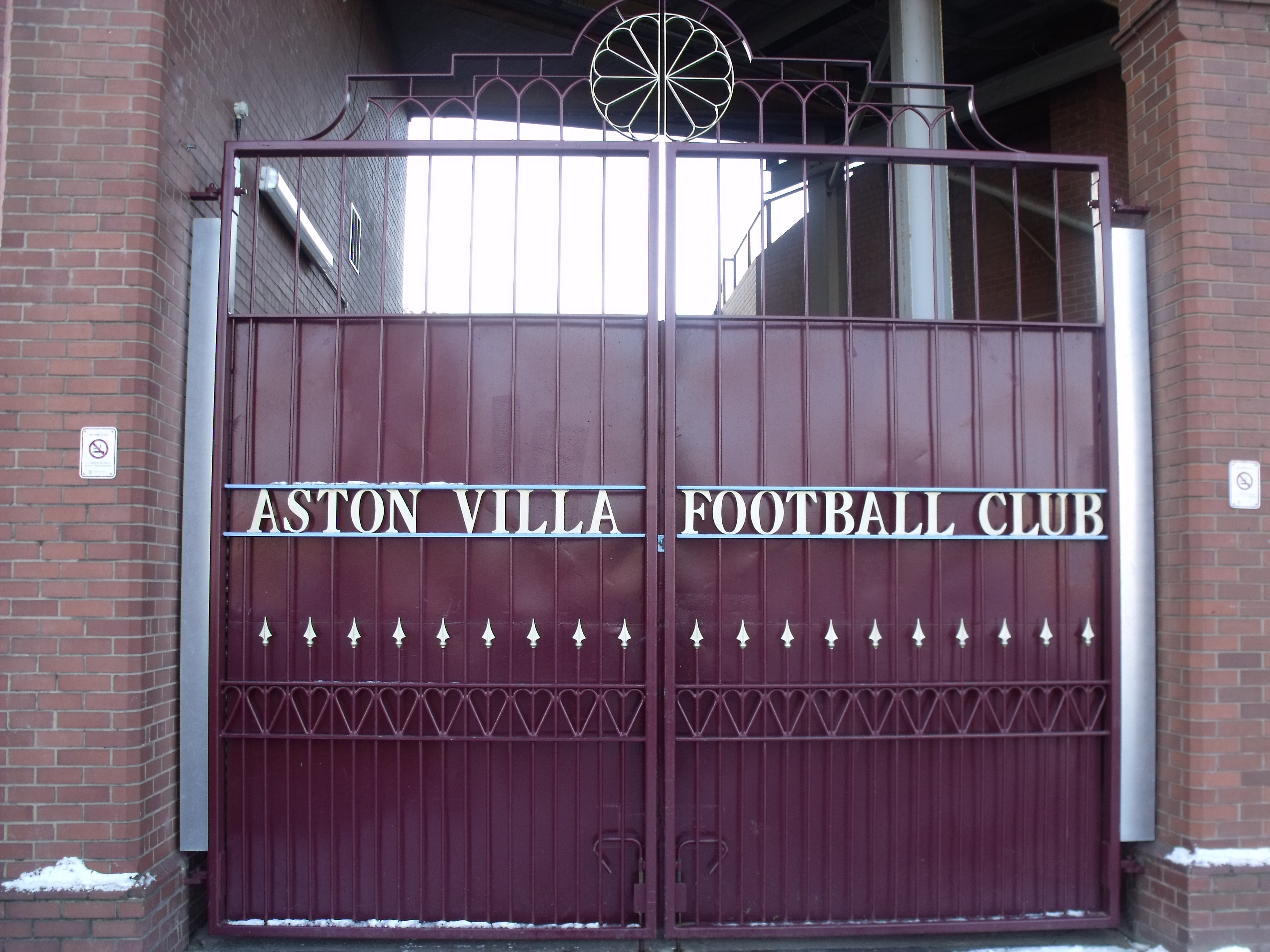
Puerta de entrada.
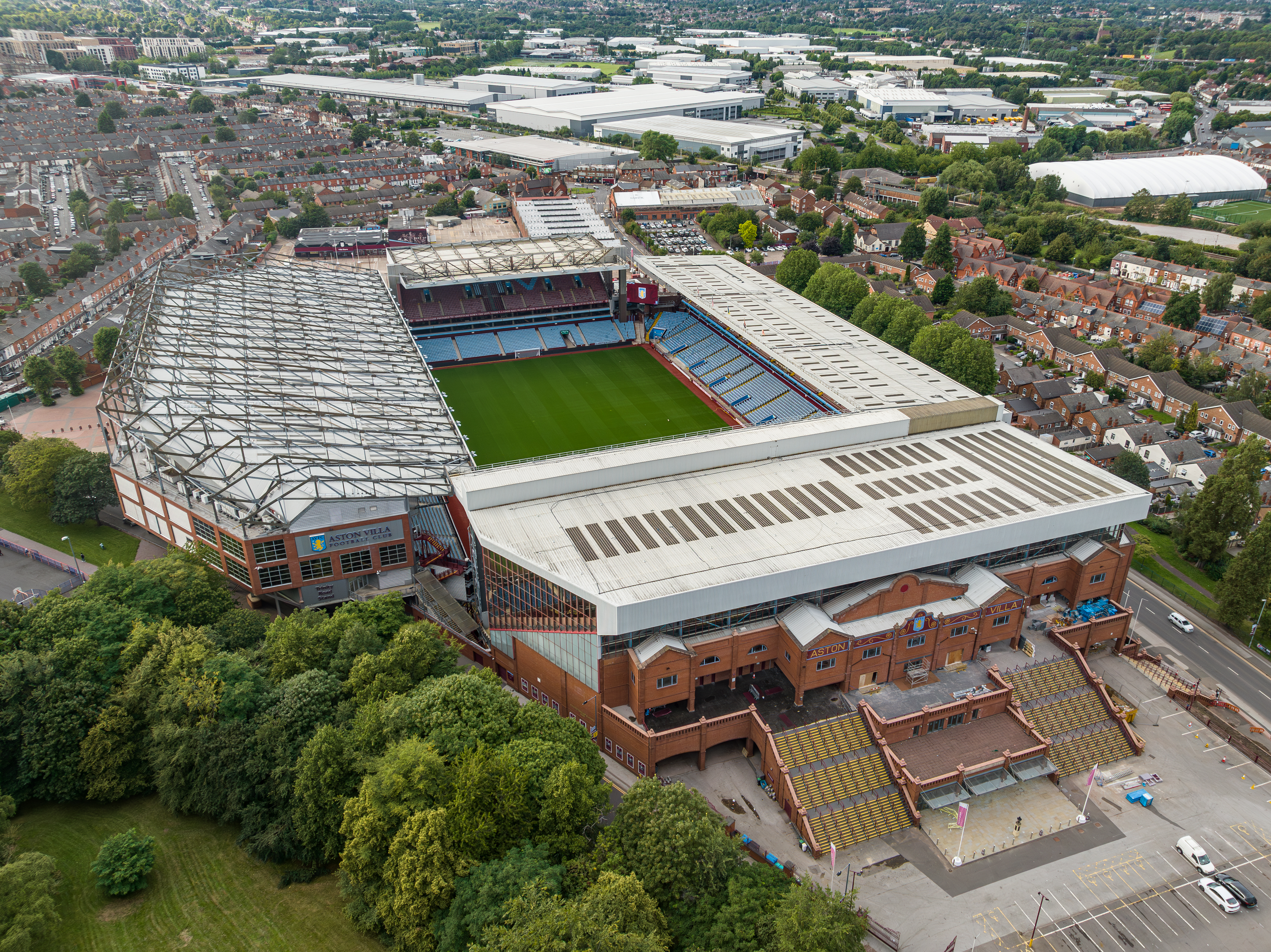
Vista aérea del estadio en 2023.